# Eulampis
Genre
Eulampis est en genre de colibris. Il comprend deux espèces.

## Liste des espèces
D'après la classification de référence (version 2.2, 2009) du Congrès ornithologique international (ordre phylogénique) :
- Eulampis jugularis – Colibri madère
- Eulampis holosericeus – Colibri falle-vert